# 2013 في ألمانيا
فيما يلي قوائم الأحداث التي وقعت خلال عام 2013 في ألمانيا.

## أحداث
- 22 سبتمبر – الانتخابات الفدرالية الألمانية 2013

## سياسة

### تعيين في المنصب
- 22 أكتوبر – أنالينا بيربوك عضو في البوندستاغ الألماني.
- 22 أكتوبر – أنغيلا ميركل عضو في البوندستاغ الألماني.
- 22 أكتوبر – أنيته شافان عضو في البوندستاغ الألماني.
- 22 أكتوبر – باربرا هندريكس عضو في البوندستاغ الألماني.
- 22 أكتوبر – بريغيته تسيبريس عضو في البوندستاغ الألماني،سكرتير برلماني في ألمانيا [الإنجليزية]‏.
- 22 أكتوبر – بيتر ألتماير عضو في البوندستاغ الألماني،الوزير الاتحادي للشؤون الخاصة، وزير اتحادي  [لغات أخرى]‏.
- 22 أكتوبر – بيير شتاينبروك عضو في البوندستاغ الألماني.
- 22 أكتوبر – رونالد بوفالا عضو في البوندستاغ الألماني.
- 22 أكتوبر – زيغمار غابرييل عضو في البوندستاغ الألماني،نائب المستشار.
- 22 أكتوبر – فرانس جوزف يونغ عضو في البوندستاغ الألماني.
- 22 أكتوبر – فرانك هاينريش عضو في البوندستاغ الألماني.
- 22 أكتوبر – كاتارينا بارلي عضو في البوندستاغ الألماني.
- 22 أكتوبر – كاترين غورنغ إيكارت عضو في البوندستاغ الألماني.
- 22 أكتوبر – كارل هاينز هوبر عضو في البوندستاغ الألماني.
- 22 أكتوبر – مانفريد بيرنس عضو في البوندستاغ الألماني.
- 22 أكتوبر – هانز بيتر فريدرش عضو في البوندستاغ الألماني.
- 22 أكتوبر – هربرت بيرنس عضو في البوندستاغ الألماني.
- 22 أكتوبر – هوبرتوس هايل عضو في البوندستاغ الألماني.
- 1 ديسمبر – توماس دي ميزير وزير الداخلية الاتحادي.
- 17 ديسمبر – أورسولا فون دير لاين وزير الدفاع الألماني.
- 17 ديسمبر – فرانك-فالتر شتاينماير وزير الخارجية.

### انتهاء فترة المنصب
- 1 يناير – جورج شميد عضو مجلس الشورى الموحد بافاريا.
- 1 يناير – راينر بروديرله عضو في البوندستاغ الألماني.
- 1 يناير – غيدو فيسترفيله عضو في البوندستاغ الألماني،وزير الخارجية.
- 16 يناير – كورت بيك رئيس وزراء راينلند بالاتينات  [لغات أخرى]‏.
- 14 فبراير – أنيته شافان الوزير الاتحادي للتعليم والبحث ‏.
- 21 أكتوبر – فرانتس مونتيفيرينغ عضو في البوندستاغ الألماني.
- 22 أكتوبر – أنغيلا ميركل عضو في البوندستاغ الألماني.
- 22 أكتوبر – باربرا هندريكس عضو في البوندستاغ الألماني.
- 22 أكتوبر – زيغمار غابرييل عضو في البوندستاغ الألماني.
- 22 أكتوبر – فرانس جوزف يونغ عضو في البوندستاغ الألماني.
- 22 أكتوبر – كاترين غورنغ إيكارت عضو في البوندستاغ الألماني.
- 22 أكتوبر – مانفريد بيرنس عضو في البوندستاغ الألماني.
- 22 أكتوبر – هانز بيتر فريدرش عضو في البوندستاغ الألماني،وزير الداخلية الاتحادي.
- 22 أكتوبر – هربرت بيرنس عضو في البوندستاغ الألماني.
- 22 أكتوبر – هوبرتوس هايل عضو في البوندستاغ الألماني.
- 31 أكتوبر – وينفريد كريتشمان رئيس البوندسرات.
- 17 ديسمبر – توماس دي ميزير وزير الدفاع الألماني.
- 17 ديسمبر – رونالد بوفالا الوزير الاتحادي للشؤون الخاصة.
- 17 ديسمبر – فيليب روسلير نائب المستشار.
- 17 ديسمبر – هايكو ماس وزير دولة ‏.

## رياضة
- 1 يناير – جائزة ألمانيا الكبرى للدراجات النارية 2013

## أفلام
من الأفلام التي صدرت هذه السنة في ألمانيا:
- 1 يناير – الخروج من مراكش من إخراج كارولين لينك.
- 1 يناير – حنة آرندت من إخراج مارغريث فون تروتا.
- 1 يناير – طرزان من إخراج راينهارد كلوس  [لغات أخرى]‏.
- 1 يناير – وجدة من إخراج هيفاء المنصور.
- 17 يناير – هانسيل وغريتيل:صائدي الساحرة من إخراج تومي وركولا.
- 8 فبراير – السقوط الحر من إخراج Stephan Lacant  [لغات أخرى]‏.
- 28 فبراير – 3096 من إخراج شيري هورمان.[1]
- 7 مارس – قطار المساء إلى لشبونة من إخراج بيل أوقست.[2]
- 16 مايو – حلقة بلينج من إخراج صوفيا كوبولا.
- 19 مايو – صندوق الغداء من إخراج ريتيش باترا [الإنجليزية]‏.
- 22 مايو – أرضي بفلفلها الحلو من إخراج هونر سليم.
- 25 مايو – العشاق فقط يبقون أحياء من إخراج جيم جارموش.
- 12 أغسطس – الأدوات المميتة: مدينة العظام من إخراج Harald Zwart [الإنجليزية]‏.
- 2 سبتمبر – اندفاع من إخراج رون هاوارد.
- 3 أكتوبر – سارقة الكتاب من إخراج برايان بيرسيفال.
- 19 أكتوبر – حياتان من إخراج جوديث كوفمان، Georg Maas  [لغات أخرى]‏.
- 20 نوفمبر – العودة إلى حمص من إخراج طلال ديركي [الإنجليزية]‏.
- 25 ديسمبر – شبق من إخراج لارس فون ترايير.

## برامج ومسلسلات وأنمي
- الحب الممنوع

## وفيات

### يناير
- 23 يناير – كلاوس جيجر (مواليد 1921) فيزيائي ألماني.[3]

### فبراير
- 3 فبراير – بيتر جيلمور (مواليد 1931)[4]
- 6 فبراير – مناحيم أيلون (مواليد 1923)[5]
- 27 فبراير – ستيفان هيسيل (مواليد 1917)[6]

### مارس
- 9 مارس – رودلف زلهايم (مواليد 1928)
- 13 مارس – رولف شولت (مواليد 1927)[7]
- 20 مارس – ناصر السنباطي (مواليد 1965)

### أبريل
- 6 أبريل – هربرت فيرنر (مواليد 1920)[8]

### مايو
- 5 مايو – سارة كيرش (مواليد 1935) شاعرة ألمانية.[9]
- 27 مايو – فولف ديتريش فيشر (مواليد 1928)

### يونيو
- 6 يونيو – يوجين ميرتسباخر (مواليد 1921) فيزيائي من الولايات المتحدة الأمريكية.[10]
- 9 يونيو – فالتر يينس (مواليد 1923)[11]
- 15 يونيو – هاينس فلوه (مواليد 1948) لاعب كرة قدم ألماني.[12]
- 16 يونيو – أوتمار فالتر (مواليد 1924) لاعب كرة قدم ألماني.[13]

### يوليو
- 19 يوليو – بيرت تراوتمان (مواليد 1923)

### أغسطس
- 20 أغسطس – إريك نويتش (مواليد 1931) كاتب ألماني.[14]

### سبتمبر
- 1 سبتمبر – سعيد بحجي (مواليد 1975)
- 12 سبتمبر – اوتو ساندر (مواليد 1941)[15]
- 21 سبتمبر – فالتر فالمان (مواليد 1932) سياسي ألماني.[16]
- 25 سبتمبر – إليزابيت بورشرس (مواليد 1926) كاتبة ألمانية.[17]

### أكتوبر
- 11 أكتوبر – براق كاران (مواليد 1987) لاعب كرة قدم ألماني.

### نوفمبر
- 7 نوفمبر – مانفريد رومل (مواليد 1928) سياسي ألماني.[18]

### ديسمبر
- 6 ديسمبر – مانفريد فيشر (مواليد 1948) ثيولوجي ألماني.
- 31 ديسمبر – إرينا كورشونوف (مواليد 1925)[19]